# Юцзянский чжуанский язык
Юцзянский чжуанский язык — северный тайский язык, на котором говорят в округах Байсэ, Тяньдун, Тяньян Гуанси-Чжуанского автономного района в Китае.